# Nilea anatolica
Nilea anatolica là một loài ruồi trong họ Tachinidae.